# أندرو إي. فولكنير
أندرو إي. فولكنير هو سياسي أمريكي، ولد في 23 سبتمبر 1913 في سالم في الولايات المتحدة، وتوفي في 1950. نشط حزبياً في الحزب الجمهوري. وقد انتخب عضو مجلس نواب ماساتشوستس ‏.